# Csemő
Csemő is een plaats (község) en gemeente in het Hongaarse comitaat Pest. Csemő telt 4273 inwoners (2001). Het kent een grote Nederlandse gemeenschap, anno 2017 leven er 250 Nederlanders in Csemo.